# SAVA
SAVA（サヴァ）は、日本のギタリスト、作曲家。インディーズシーンを中心に活動し、アーティストZUNÉとのユニットで知られる。

## 概要
SAVAは、鋭い感性と繊細なギタープレイで知られるアーティスト。ZUNÉとのコラボレーションを通じて、音楽と映像を融合させた独自の世界観を築いている。YouTubeを拠点にしたセルフプロデュース活動が特徴。

## 経歴
かつてインディーズバンドで活動しており、のちにメジャーデビューするグループに在籍していたが、デビュー前に脱退していた可能性がある。
ZUNÉとはインターネットチャットを通じて知り合い、意気投合。
噂によれば、かつてリアルでも同じ仕事に就いていた可能性があるとされる。
現在はZUNÉと共に音楽制作・映像作品制作を行い、YouTubeや配信番組『ZUNÉ★RADI』などで作品を発表している。

## 活動の特徴
かなりの焼酎好きとしても知られ、自作曲「焼酎お湯割り」も公開している。
ミリオンヒットを目指して日々制作・発信を続けている。
2024年の『24時間テレビ』にて、SAVAが手がけた楽曲「やりたいことやっちゃえ！イェイ！イェイ！」が挿入曲として使用された。
ギターを軸とした作曲スタイルで、叙情性と独自の浮遊感を持つサウンドを展開。
映像編集・構成にも関わり、楽曲と映像の一体化を目指すスタイルが高く評価されている。